# 르완다 국립은행
르완다 국립은행(르완다어: Banki Nkuru Y'u Rwanda, 프랑스어: Banque Nationale du Rwanda)은 르완다의 중앙은행이다. 그 은행은 1964년에 설립되었다. 현재 은행의 총재는 존 랑콤브와이다.

## 위치
르완다의 수도이자 가장 큰 도시인 키갈리의 중심 업무 지구에 있는 KN6 애비뉴에 있는 국립은행 빌딩에 사분위기가 있다. 은행 본점의 좌표는 01°56'56.0"S, 30°03'49.0"E(위도: -1.948889, 경도: 30.063611)이다.

## 개요
은행은 금융포용정책을 적극 추진하며 금융포용동맹의 주도적 회원이다. 멕시코에서 개최된 2011년 글로벌 정책 포럼에서 마야 선언에 따라 금융 포함에 대한 구체적인 국가적 약속을 하는 것은 17개 규제 기관 중 하나이다.

## 같이 보기
- 르완다 프랑
- 르완다의 경제